# Jedlnia Letnisko (stacja kolejowa)
Jedlnia Letnisko – stacja kolejowa w mieście Jedlnia-Letnisko, w woj. mazowieckim, w Polsce.

## Ruch pasażerski
| Rok  | Wymiana pasażerska na dobę |
| ---- | -------------------------- |
| 2017 | 300-499                    |
| 2022 | 300-499                    |